# Lista de bairros de Teresina
Esta é uma lista de bairros do município de Teresina, capital e município mais populoso do estado do Piauí. Com 0,8 milhão de habitantes, o município está administrativamente, subdividido em quatro superintendências, por sua vez, subdivididas em um total de 123 bairros.

## Região Central
- Centro(Norte)
- Centro(Sul)
- Cabral
- Frei Serafim
- Ilhotas
- Mafuá
- Matinha
- Marquês
- Piçarra
- Porenquanto

## Zona Norte
- Acarape
- Aeroporto
- Água Mineral
- Alto Alegre
- Aroeiras
- Bom Jesus
- Buenos Aires
- Chapadinha
- Cidade Industrial
- Embrapa
- Itaperu
- Jacinta Andrade
- Mafrense
- Matadouro
- Memorare
- Monte Verde
- Mocambinho
- Morro da Esperança
- Nova Brasília
- Olarias
- Parque Alvorada
- Parque Brasil
- Poti Velho
- Primavera
- Real Copagre
- Santa Maria da Codipe
- Santa Rosa
- Santa Sofia
- São Joaquim
- Vila Operária
- Vila São Francisco

## Zona Sul
- Angelim[2]
- Angélica
- Areias
- Bela Vista
- Brasilar[3][2]
- Catarina
- Cidade Nova
- Cristo Rei
- Distrito Industrial
- Esplanada[2]
- Lourival Parente
- Macaúba
- Monte Castelo
- Morada Nova
- Parque Jacinta[3][2]
- Parque Juliana[3][2]
- Parque Piauí
- Parque São João
- Parque Sul
- Pedra Miúda
- Pio XII
- Portal Da Alegria
- Promorar
- Redenção
- Saci
- Santa Cruz
- Santa Luzia
- Santo Antônio
- São Lourenço
- São Pedro
- Tabuleta
- Três Andares
- Triunfo
- Vermelha
- Nossa Senhora Das Graças

## Zona Leste
- Árvores Verdes
- Campestre
- Cidade Jardim
- Fátima
- Horto
- Ininga
- Jockey
- Morada do Sol
- Morros
- Noivos
- Novo Uruguai
- Parque Universitário
- Pedra Mole
- Piçarreira
- Planalto
- Porto do Centro
- Recanto das Palmeiras
- Samapi
- Santa Isabel
- Santa Lia
- São Cristovão
- São João
- Satélite
- Socopo
- Tabajaras
- Uruguai
- Vale do Gavião
- Vale Quem Tem
- Verde Lar
- Vila Santa Bárbara
- Vila Uruguai
- Zoobotânico

## Zona Sudeste
- Beira Rio
- Bom Princípio
- Colorado
- Comprida
- Extrema
- Flor do Campo
- Gurupi
- Itararé
- Livramento
- Novo Horizonte
- Parque Ideal
- Parque Poti
- Redonda
- Renascença
- Santana
- São Raimundo
- São Sebastião
- Tancredo Neves
- Todos os Santos
- Verde Cap